# Торчвуд (2. сезона)
Друга сезона британске научнофантастичне телевизијске серије Торчвуд премијерно је емитована на каналу BBC Two од 16. јануара до 13. фебруара и BBC Three од 13. фебруара до 4. априла 2008. године и броји 13 епизода.

## Радња
Друга сезона усредсређује се на нестанак Џека Харкнеса и његов каснији повратак, као и на његову прошлост, а такође представља тајанствени, али опасан лик капетана Џона Харта.

## Улоге

### Главне
- Џон Бароуман као Џек Харкнес
- Ив Мајлс као Гвен Купер
- Берн Горман као др Овен Харпер
- Наоко Мори као др Тошико Сато
- Гарет Дејвид-Лојд као Јанто Џоунс
- Фрима Еџимен као Марта Џоунс (епизоде 6−8)

### Епизодне
- Кај Овен као Рис Вилијамс (епизоде 1, 4−5, 7−13)

## Епизоде
| Бр. еп. (укупно) | Бр. еп. (у серији) | Наслов                | Редитељ            | Сценариста      | Премијера         | Прод. код | Гледаност у Британији (милиони) |
| --- | ------------------ | --------------------- | ------------------ | --------------- | ----------------- | --------- | ------------------------------- |
| 14 | 1                  | „Кис кис, бенг бенг”  | Ешли Веј           | Крис Чибнал     | 16. јануар 2008.  | 2.1       | 4,22                            |
| Разједињени тим Точвуда изненађен је када се капетан Џек Харкнес изненада врати у њихове животе. Иако покушава да се понаша као да се ништа није догодило, Џек убрзо открива да су се неке ствари промениле од његовог нестанка. Међутим, нема много времена за објашњења, јер тајанствени странац из Џекове прошлости пролази кроз Процеп, са мисијом коју само тим Точвуда може да му помогне да заврши. Али убрзо постаје јасно да капетан Џон Харт није све оно за шта се представља, а као и увек, капетан Џек крије неке своје тајне. |                    |                       |                    |                 |                   |           |                                 |
| 15 | 2                  | „Спавач”              | Колин Тиг          | Џејмс Моран     | 23. јануар 2008.  | 2.2       | 3,78                            |
| Након провале у њен стан, једина особа која је остала неповређена је Бет. Двојица провалника и њен супруг били су тешко претучени, али на њој нема ни огреботине, што наводи капетана Џека да посумња да је управо она нанела те повреде. Доводе је у базу Точвуда ради низа тестова и откривају да је њено тело запосео опасан ванземаљски организам. Бет није свесна његовог присуства, али она прикупља информације као припрему за инвазију на Земљу. Када пронађу начин да искључе Бетин унутрашњи уређај за пренос података, они буде остале чланове ћелије који одмах одлазе у складиште нуклеарног оружја са намером да изазову масовно уништење. |                    |                       |                    |                 |                   |           |                                 |
| 16 | 3                  | „До последњег човека” | Енди Годард        | Хелен Рејнор    | 30. јануар 2008.  | 2.3       | 3,51                            |
| Са предстојећим рушењем напуштене болнице, јавља се пукотина у времену која би могла да уништи Земљу. У самом средишту овог проблема је Томи, млади војник из Првог светског рата кога је, док се лечио од шока у тој болници, изведео Точвуд и замрзао у криогеном сну. Од 1918. године, једном годишње, Томи се одмрзава на један дан ради серије медицинских тестова. Током неколико година откако је Тош у Точвуду, њих двоје су развили пријатељство, али сада је време да се Томи врати у прошлост и затвори пукотину. Он, међутим, не жели да напусти Тош и свој нови свет, чак и ако га виђа само једанпут годишње. На крају, остаје на Тош да га убеди да се врати. |                    |                       |                    |                 |                   |           |                                 |
| 17 | 4                  | „Месо”                | Колин Тиг          | Кетрин Трегена  | 6. фебруар 2008.  | 2.4       | 3,28                            |
| Када Рис угледа један од камиона своје фирме преврнут на аутопуту, зауставља се да би видео може ли да помогне полицији. Међутим, остаје шокиран када угледа Гвен како стиже са остатком Точвуд тима на место несреће. Гвен га не примећује и почиње да прегледа садржај камиона – велике комаде говеђег меса које је било на путу ка прерађивачком погону. У штабу Точвуда, утврђују да је месо ванземаљског порекла и прате га до складишног комплекса, несвесни да их Рис прати. Убрзо схвата да му Гвен није била искрена у вези са својим послом. А што се тиче меса, оно што открију оставља их у шоку. |                    |                       |                    |                 |                   |           |                                 |
| 18 | 5                  | „Адам”                | Енди Годард        | Кетрин Трегена  | 13. фебруар 2008. | 2.5       | 3,79                            |
| Нешто врло чудно се дешава у штабу Точвуда. Ту је нови члан тима, Адам, који је успео да убеди све да је ту већ три године. Адам и Тош су љубавници, а Овен изненада има далеко позитивнији поглед на живот. Џек одједном почиње да се сећа свог детињства. Када Гвен дође кући и схвати да нема појма ко је њен дечко Рис, Џек почиње да сумња да нешто није у реду. Јанто потврђује да у свом дневнику нема никаквог помена о Адаму, а Џек убрзо утврђује да је Адам са њима тек 48 сати – и да има способност да имплантира лажна сећања једноставним додиром. |                    |                       |                    |                 |                   |           |                                 |
| 19 | 6                  | „Ресет”               | Ешли Веј           | Џ. Ч. Вишлер    | 13. фебруар 2008. | 2.6       | 4,07                            |
| Џек позива Марту Џоунс у Точвуд како би помогла у истраживању леша који је био последња жртва мистериозних напада. Смрти су приписане самоубиствима, али убодна рана на жртвином оку сугерише другачије. Када једна од жртава напада преживи, Марта и Овен откривају присуство амонијум-хидроксида у њеној крви, исто као и код других жртава. Верују да нападач покушава да уништи нешто у крвотоку жртава. Како се напади настављају, откривају да су неке жртве преживеле и биле излечене од озбиљних болести попут дијабетеса и сиде. Испоставља се да су све узимале лек познат као „Ресет”, који садржи ванземаљске паразите. Марта се убрзо инфилтрира у тајну медицинску установу познату као Фарма. |                    |                       |                    |                 |                   |           |                                 |
| 20 | 7                  | „Мртвац који хода”    | Енди Годард        | Мет Џоунс       | 20. фебруар 2008. | 2.7       | 4,32                            |
| Џек проналази другу рукавицу васкрснућа и користи је на Овену како би се сви могли опростити од њега. Међутим, изгледа да је Овен трајно васкрснут, иако нема пулс. Рукавица, чини се, има сопствени живот, и када се причврсти за Марту, она нагло стари и долази на ивицу смрти. Вивили, од којих је Џек украо рукавицу васкрснућа, желе је назад и показују се као противник с којим се није лако носити. |                    |                       |                    |                 |                   |           |                                 |
| 21 | 8                  | „Дан у смрти”         | Енди Годард        | Џозеф Лидстер   | 27. фебруар 2008. | 2.8       | 4,26                            |
| Овен више није активан члан Точвуда. Џек је попунио његово место тимског лекара са Мартом, а Овену су одузете све одговорности. Џек му каже да само иде кући. Након што је био мртав три дана, Овен не зна шта да ради са собом. Тош проводи време с њим, али он је постао хладан и огорчен. Када Точвуд открије чудан и потенцијално опасан извор енергије у дому Хенрија Паркера, Овен је најбољи кандидат за истрагу. Паркер поседује ванземаљски уређај за који верује да га одржава у животу. Након те мисије, Овен почиње да разговара са младом женом коју среће на крову, а која, како изгледа, размишља о самоубиству. |                    |                       |                    |                 |                   |           |                                 |
| 22 | 9                  | „Нешто позајмљено”    | Ешли Веј           | Фил Форд        | 5. март 2008.     | 2.9       | 3,75                            |
| Гвенин недавни сусрет са ванземаљцем учиниће њено венчање незаборавним. Непосредно пре него што је отишла са другарицама на девојачко вече, уједа је ванземаљац. Ујед се чини безначајним, али следећег јутра буди се видно трудна и чини се да је пред порођајем. Сада мора много тога да објасни – Рису, својим родитељима, његовим родитељима – али одлучно одбија да откаже свој велики дан. Док остатак Точвуд тима покушава да утврди шта би могло бити узрок, на венчању се појављује жена која је веома заинтересована за Гвенино стање: партнер нерођеног ванземаљца, који је ту да преузме створење које ће ускоро бити рођено. |                    |                       |                    |                 |                   |           |                                 |
| 23 | 10                 | „Од кише”             | Џонатан Фокс Бесет | Питер Џ. Хамонд | 12. март 2008.    | 2.10      | 3,85                            |
| Џек мора да се суочи са духовима из своје прошлости када се у Кардифу појаве старомодни путујући забављачи. Познати као ноћни путници, наводно краду последњи дах људима. Овен, Гвен и Јанто одлазе да истраже стари биоскоп, где су раније пријављена дејства Процепа. Биоскоп приказује старе филмове, а Јанто је изненађен када види Џека у једном. Џек зна опасности које носе ноћни путници, јер је био задужен – не жели да каже од кога – да истражи овај ансамбл. Када двоје ликова из филма изађу из њега и почну да краду последње дахове жртава, Џек смишља оригиналан начин да заустави њихове активности. |                    |                       |                    |                 |                   |           |                                 |
| 24 | 11                 | „Препуштени случају”  | Марк Еверест       | Крис Чибнал     | 19. март 2008.    | 2.11      | 3,49                            |
| Гвенин пријатељ из полиције, Енди Дејвидсон, замоли је да истражи случај 15-годишњег Џона Бевина који је нестао пре седам месеци без трага. Гвен саосећа са Џоновом мајком која не зна шта се десило с њим; ово је можда највећи терет који она носи и нешто што не би пожелела ниједном родитељу. Тош не успева да пронађе било какву значајну активност Процепа у тренутку када је Џон нестао, али снимак са видео-надзора показује да је Џек био тамо недуго након тога. Када Џонова мајка покрене групу за подршку људима чији су вољени нестали, велики број људи се појављује, а Гвен схвата да Џонов нестанак није усамљени случај. Када Тош открије мању аномалију у подацима Процепа, почињу да се питају да ли Процеп можда одводи људе. Џек, међутим, наређује да се Гвенина истрага заустави и очигледно нешто прикрива. Гвен одбија да га послуша, али није спремна на оно што ће открити. |                    |                       |                    |                 |                   |           |                                 |
| 25 | 12                 | „Фрагменти”           | Џонатан Фокс Бесет | Крис Чибнал     | 21. март 2008.    | 2.12      | 3,69                            |
| Док истражују напуштено складиште, Џек, Овен, Јанто и Тош – док је Гвен спавала – откривају да су намамљени у замку. У згради је постављен експлозив и убрзо су сви без свести у рушевинама. Једно по једно, открива се како је свако од њих постао део Точвуда. У викторијанском добу, Џек се преселио у Кардиф да сачека долазак Доктора. Тамо је регрутован од стране две жене које су водиле Институт Торчвуд. Тош је радила у лабораторији, али се нашла као мета уцена људи који су држали њену мајку у заточеништву. Јанто је дошао у Кардиф с надом да ће се придружити Точвуду, док је Овен имао трагичну личну ситуацију коју је Џек прекинуо. Сви преживе експлозију, али се суочавају са неочекиваним непријатељом. |                    |                       |                    |                 |                   |           |                                 |
| 26 | 13                 | „Излазне ране”        | Ешли Веј           | Крис Чибнал     | 4. април 2008.    | 2.13      | 3,13                            |
| Долазак капетана Џона Харта наговештава тешко време за Точвуд. Џек је шокиран доласком свог давно изгубљеног брата Греја. Џек и даље осећа кривицу због губитка брата током ванземаљског напада када су били деца. Међутим, све није опроштено, јер је Греј жељан освете. Са Кардифом у пламену, Гвен преузима команду над полицијом, док Јанто и Тош одлазе у централни рачунарски центар. Убрзо схватају да ће доћи до квара нуклеарне електране, па Овен добровољно одлази да га спречи. У штабу Торчвуда, Џек се мора суочити са осветољубивим Грејем. |                    |                       |                    |                 |                   |           |                                 |

## Напомена
1. ↑  Епизоде 6−12 су премијерно емитоване на BBC Three.